# Вишаус, Эрик
Эрик Вишаус (англ. Eric F. Wieschaus; 8 июня, 1947, Саут-Бенд, Индиана) — американский биолог, лауреат Нобелевской премии по физиологии или медицине 1995 года «за открытия, касающиеся генетического контроля на ранней стадии эмбрионального развития». Профессор молекулярной биологии Принстонского университета.
Член Национальной академии наук США (1994).

## Биография
Эрик Вишаус родился 8 июня 1947 года в Саут-Бенде (Индиана). Окончил Университет Нотр-Дам в 1969 году по специальности биология, а в 1974 году защитил диссертацию по биологии в Йельском университете. С 1978 года работал в Европейской молекулярно-биологической лаборатории (EMBL, Гейдельберг), а в 1981 году вернулся в США в Принстонский университет.

## Научный вклад
Исследовательская работа Эрика Вишауса сфокусирована на эмбриогенезе дрозофилы — фруктовой мушки Drosophila melanogaster, в особенности на изменениях, которые происходят на ранних этапах развития в эмбрионе. Большинство продуктов генов, которые участвуют в развитии эмбриона, присутствуют уже на стадии неоплодотворённого яйца и синтезируются в организме матери во время оогенеза. Однако небольшая часть генных продуктов образуется самим эмбрионом. Вишаус исследовал именно эти активные гены эмбриона, так как считал, что временной и пространственный профили транскрипции являются тем запускающим механизмом, который определяет эмбриональное развитие.
В 1995 году Эрик Вишаус вместе с Эдвардом Льюисом и Кристианой Нюсляйн-Фольхард получил Нобелевскую премию по физиологии или медицине за открытия генетического контроля эмбрионального развития. С 2005 года Вишаус — именной профессор Принстонского университета и ассоциированный профессор биохимии медицинской школы Университета Нью-Джерси.

## Общественная деятельность
В 2016 году подписал письмо с призывом к Greenpeace, Организации Объединенных Наций и правительствам всего мира прекратить борьбу с генетически модифицированными организмами (ГМО) .